# رسته مجموعه‌ها
در ریاضیات و در شاخهٔ نظریه رسته‌ها، رسته مجموعه‌ها که با Set نشان داده می‌شود، رسته ایست که اشیاء آن مجموعه‌ها هستند. فِلِش‌ها یا ریخت‌های بین مجموعه‌های A و B، سه تایی های (f, A, B) هستند که در آن، f یک تابع از A به B است.
بسیاری از رسته‌های دیگر (مانند رسته گروه‌ها، با همریختی‌های گروهی بینشان به عنوان فِلِش) به اشیاء رستهِ مجموعه‌ها ساختار افزوده و/یا پیکان‌ها را به انواع خاصی محدود می‌کنند.

## خواص رسته مجموعه‌ها
اپی مورفیزم‌ها در Set، همان توابع پوشا هستند و مونومورفیزم‌ها، توابع یک به یک؛ یکریختی‌ها نیز توابع دوسویه‌اند.
مجموعهٔ تهی، به عنوان شئ ابتدایی در Set حضور دارد که توابع تهی، ریخت‌های آن هستند. هر مجموعهٔ تک عضوی، یک شئ انتهایی محسوب می‌شود که ریخت آن، تابعیست که تمامی عناصر مجموعهٔ مبدأ را به تک-عنصرِ مقصد می‌برد؛ لذا شئ صفر در Set موجود نیست.
رسته Set، کامل و هم-کامل است. ضرب در این رسته با ضرب دکارتی مجموعه‌ها تعریف می‌شود. همضرب را می‌توان با اجتماع گسسته تعریف کرد: برای خانوادهٔ مجموعه‌های Ai که i بر روی یک مجموعه اندیس I مانور می‌دهد، همضرب را به صورت اجتماع ‏ Ai×{i} ‎ها (ضرب دکارتی که i جهت اطمینان حاصل کردن از این است که همهٔ مؤلفه‌ها، گسسته می‌مانند) می‌سازیم.
Set نمونه اولیه از یک رسته محسوس است؛ دیگر رسته‌ها محسوسند اگر Set را به نحوی خوش-تعریف، آن‌ها را «شبیه‌سازی» کنند.
هر مجموعهٔ دو عضوی، به عنوان یک زیر-شئ رسته‌بندی کننده در Set حضور دارد. شئِ توان برای یک مجموعه A، توسط مجموعه ی توانی اش داده شده‌است شئ توانی از مجموعه‌های A و B توسط مجموعهٔ تمام توابع از A به B داده می‌شود. Set، بنابر این، یک توپوس (و به ویژه بستهٔ دکارتی است).
Set، آبلی، جمعی و یا پیش-جمعی نیست. پیکان‌های صفر آن، توابع تهی ∅ → X هستند.
هر شی در Set که اولیه نیست، یک به یک است و (با فرض اصل انتخاب) تصویری نیز هست.

## یادداشت
1. ↑  بخش I. 7 از (Pareigis 1970)